# Fiestar
Fiestar (coréen : 피에스타) est un girl group sud-coréen formé sous LOEN Entertainment, mais en raison du système multi-label de LOEN elles sont sous Collabodadi.
Le groupe est constitué de cinq membres: Jei, Linzy, Hyemi et Yezi, ainsi que d'une membre chinoise, Cao Lu. Une ancienne membre américaine, Cheska, a quitté le groupe en 2014 pour poursuivre de nouvelles voies sur sa carrière musicale. Elles font leurs débuts le 31 août 2012 avec le single "Vista".
Le groupe s’est séparé en mai 2018,. En août 2024, le groupe se reforme sous une autre agence grâce à la persévérance de Cao lu.

## Membres
| Nom de scène | Nom de scène | Nom de naissance | Nom de naissance | Date de naissance | Nationalité  | Position                                                             |
| Romanisé     | Coréen       | Romanisé         | Coréen           | Date de naissance | Nationalité  | Position                                                             |
| ------------ | ------------ | ---------------- | ---------------- | ----------------- | ------------ | -------------------------------------------------------------------- |
| Cao Lu       | 차오루       | Cao Lu           | 曹璐             | 30 août 1987      | Chinoise     | Danseuse secondaire, chant, visage du groupe                         |
| Jei          | 재이         | Kim Jinhee       | 김진희           | 5 septembre 1989  | Sud-coréenne | Leader, chant, visuel                                                |
| Linzy        | 린지         | Im Minji         | 임민지           | 22 octobre 1989   | Sud-coréenne | Chanteuse principale                                                 |
| Hyemi        | 혜미         | Kim Hyemi        | 김혜미           | 10 août 1990      | Sud-coréenne | Chanteuse secondaire                                                 |
| Yezi         | 예지         | Lee Yezi         | 이예지           | 26 août 1994      | Sud-coréenne | Rappeuse principale, danseuse principale, chant, maknae (plus jeune) |

### Anciens membres
- Cheska (Ahn Minji 안민지)[5]

## Discographie

### Mini-albums (EPs)
| Titre            | Détails de l'album                                                                                   | Meilleure position | Ventes                |
| Titre            | Détails de l'album                                                                                   | COR                | Ventes                |
| ---------------- | --- | ------------------ | --------------------- |
| Black Label      | - Date de sortie : 4 mars 2015 - Label : LOEN Entertainment - Formats : CD, téléchargement numérique | 11                 | - COR : plus de 3 021 |
| A Delicate Sense | - Date de sortie : 9 mars 2016 - Label : LOEN Entertainment - Formats : CD, téléchargement numérique | 9                  | - COR : plus de 3 060 |

### Singles
| Titre | Année | Meilleures positions | Meilleures positions | Meilleures positions | Ventes                                                  | Album                  |
| Titre | Année | COR Gaon             | COR Gaon             | KOR Hot 100          | Ventes                                                  | Album                  |
| Titre | Année | Album                | Digital              | KOR Hot 100          | Ventes                                                  | Album                  |
| --- | ----- | -------------------- | -------------------- | -------------------- | ------------------------------------------------------- | ---------------------- |
| "Sea of Moonlight" (avec IU) | 2012  | NC                   | 12                   | 10                   | - COR (DL): plus de 971 687                             | LOEN Tree Summer Story |
| "Vista" | 2012  | 9                    | 27                   | 28                   | - COR (CD) : plus de 1 920 - COR (DL) : plus de 350 922 | Vista (single)         |
| "We Don't Stop" | 2012  | 21                   | 66                   | 58                   | - COR (CD) : plus de 1 408 - COR (DL) : plus de 107 083 | We Don't Stop (single) |
| "Whoo!" (avec Eric Benét) | 2013  | NC                   | 58                   | 80                   | - COR (DL) : plus de 30 599                             | Single digital         |
| "I Don't Know" | 2013  | 17                   | 63                   | 63                   | - COR (CD) : plus de 1 629 - COR (DL) : plus de 72 042  | Curious (single)       |
| "One More" | 2014  | NC                   | 51                   | 57                   | - COR (DL) : plus de 73 668                             | Single digital         |
| "You're Pitiful" | 2015  | 11                   | 60                   | NC                   | - COR (DL) : plus de 65 454                             | Black Label            |
| "Mirror" | 2016  | 9                    | 80                   | NC                   | - COR (DL) : plus de 47 100                             | A Delicate Sense       |
| "Apple Pie" | 2016  | NC                   | 84                   | NC                   | - COR (DL) : plus de 33 733                             | Single digital         |
| "—" signifie que le morceau ne s'est pas classé ou n'est pas sorti dans cette région. Note : Korean Billboard Hot 100 a été introduit en août 2011 et s'est arrêté en juillet 2014. |       |                      |                      |                      |                                                         |                        |

### Autres chansons classées
| Titre | Année | Meilleures positions | Meilleures positions | Album                  | Ventes                      |
| Titre | Année | COR Gaon             | KOR Hot 100          | Album                  | Ventes                      |
| --- | ----- | -------------------- | -------------------- | ---------------------- | --------------------------- |
| "Wicked" (Feat. Tiger JK) | 2012  | 57                   | 71                   | Vista (single)         | - COR (DL) : plus de 85 571 |
| "Sweet Love" (Feat. Kim Yeon-woo) | 2012  | 70                   | 99                   | We Don't Stop (single) | - COR (DL) : plus de 69 762 |
| "—" signifie que le morceau ne s'est pas classé ou n'est pas sorti dans cette région. Note : Korean Billboard Hot 100 a été introduit en août 2011 et s'est arrêté en juillet 2014. |       |                      |                      |                        |                             |

## Filmographie

### Dramas
| Année | Chaîne    | Programme        | Rôle    | Note                 |
| ----- | --------- | ---------------- | ------- | -------------------- |
| 2014  | SBS       | She's So Lovable | Fiestar | (Ép 3,7,10,16 Cameo) |
| 2015  | Web drama | Three By Three   | Jei     |                      |

### Émissions télévisées
| Année | Titre              | Chaîne     | Membre(s)  | Note                                                    |
| ----- | ------------------ | ---------- | ---------- | ------------------------------------------------------- |
| 2012  | Weekly Idol        | MBC Every1 | Tous       | Invitées                                                |
| 2012  | All The K-Pop      | MBC Every1 | Tous       | Invitées                                                |
| 2013  | Family Love        | KBS2       | Tous       | Invitées                                                |
| 2014  | Weekly Idol        | MBC Every1 | Tous       | Invitées                                                |
| 2015  | Her Secret Weapon  | MBC Every1 | Jei, Caolu | Concurrentes (Caolu remplace Jei après son élimination) |
| 2015  | Unpretty Rapstar 2 | Mnet       | Yezi       | Concurrente                                             |

## Récompenses et nominations
| Année | Titre                                    | Catégorie                     | Résultat   |
| ----- | ---------------------------------------- | ----------------------------- | ---------- |
| 2012  | 4th Annual Seoul Success Awards          | Best Rookie of the Year       | Lauréat    |
| 2012  | 2012 Arirang's Simply K-Pop Awards       | Super Rookie Idol of the Year | Lauréat    |
| 2012  | All the Kpop - World-Class Rookie Awards | Rookie of the Year            | Lauréat    |
| 2012  | All the Kpop - World-Class Rookie Awards | Knock-Out Award               | Lauréat    |
| 2012  | 22nd Seoul Music Awards                  | Rookie Award                  | Nomination |
| 2012  | 22nd Seoul Music Awards                  | Popularity Award              | Nomination |